# José Luis Aramburu Topete
José Luis Aramburu Topete (Huelva, 23 de julio de 1918 – Majadahonda, Madrid, 13 de enero de 2011) fue un militar español. Combatió con los rebeldes en la Guerra Civil, formó parte de la División Azul y del Ejército español durante el franquismo. En la época de la Transición fue director general de la Guardia Civil y trató de sofocar el intento de golpe de Estado del 23-F. Alcanzó el grado de teniente general.

## Biografía

### Infancia y juventud
Nació en Huelva, en donde permaneció hasta los tres años. Su padre, ingeniero de minas, era en esa época director de la mina de piritas de la Torerera, en Calañas. El padre de José Luis era de origen vasco, en tanto que su madre era sevillana. A los tres años, la familia al completo se trasladó a vivir a la propia mina, en Calañas, por lo que Aramburu compartió su tiempo de juegos con los hijos de los mineros. A los diez años su padre fue trasladado a Cáceres, a donde se mudó toda la familia. Allí el joven José Luis comenzó a estudiar el bachillerato. En 1932, la familia se desplazó a Cataluña, siguiendo los traslados del padre de familia. Fue la profesión y actividad profesional de su padre lo que le llevó a decidirse por la ingeniería de minas, por lo que se desplazó a Madrid a estudiar, realizando el curso de ingreso en la escuela de Minas.

### Guerra civil española
Al estallar la Guerra Civil, Aramburu se encontraba de vacaciones con la familia en Cataluña. Huyó a Francia y desde ahí pasó a Lisboa, rumbo a la zona controlada por los sublevados, donde se alistó como voluntario en octubre de 1936. Desde Sevilla pasó al frente de Córdoba. Durante la guerra estuvo destinado en los batallones de Zapadores-Minadores n.º 2 y 6 y en el Regimiento de Fortificaciones n.º 2. Participó en las batallas de Brunete y Teruel (en la que resultó herido), así como en la campaña de Santander y en diversas acciones en los frentes de Asturias, Guadalajara, Lérida, Barcelona y Tarragona. Las misiones de Aramburu abordaron labores de fortificación y reparación de carreteras, acompañamiento a carros de combate y apoyo a contraataques y destrucción de minas.

### Segunda Guerra Mundial
Tras el fin de la Guerra Civil, Aramburu Topete ingresó en la Academia de Ingenieros de Burgos, logrando el ingreso en el cuerpo de Ingenieros en 1941. En 1942 se alistó como voluntario en la División Azul. Con el grado de capitán de Ingenieros, obtuvo el mando de la 3.ª compañía del batallón de Zapadores. Durante la campaña participó en la batalla de Krasny Bor, durante el asedio de Leningrado (febrero de 1943), así como en diversas acciones en los sectores de Novgorod y Sapolje. Por sus servicios durante la campaña, recibió dos condecoraciones del régimen nazi.

### Destinos en España
En 1946 fue destinado al Batallón de Montaña n.º 42 estacionado en Gerona con el grado de comandante. Dentro de este batallón desarrolló tareas de fortificación y rehabilitación de carreteras en el Pirineo. Fue ascendido a teniente coronel en 1959. Cuatro años después, en 1963 rechazó el nombramiento de gobernador civil de Cáceres. En 1970 fue ascendido a coronel. En 1973 obtuvo el mando del Regimiento Mixto de Ingenieros n.º 9, estacionado en el Sahara Occidental, permaneciendo allí hasta la evacuación del territorio a finales de 1975. Ese año había sido ascendido a general de Brigada, siendo nombrado jefe de Ingenieros de la Segunda Región Militar. En 1979 fue ascendido a general de División. Muy cercano al teniente general Gutiérrez Mellado, ministro de Defensa bajo Adolfo Suárez desde 1977, en 1979 fue nombrado por aquel subsecretario de Política de Defensa y de la Junta Nacional de Defensa, permaneciendo en el cargo cuando Gutiérrez Mellado ocupó poco después la vicepresidencia primera y Agustín Rodríguez Sahagún le sucedió como ministro de Defensa.
En 1980, tras la crisis originada por la oposición del entonces director general de la Guardia Civil, el teniente general Pedro Fontenla, a la dependencia de aquella del ministerio de Interior en funciones de orden público, Aramburu Topete le relevó al frente de la Guardia Civil. En 1981 ascendió a teniente general, siguiendo al frente de la Guardia Civil hasta su paso a la reserva en 1983.
Fue profesor de la Academia General del Aire, de Cooperación Aeroterrestre y del CESEDEN.

### Intento de golpe de Estado del 23 de febrero de 1981
El servicio más destacado prestado por este militar fue su intervención para poner fin al golpe de Estado de 1981, en el que guardias civiles golpistas, al frente de los cuales figuraba el teniente coronel Antonio Tejero, asaltaron el Congreso de los Diputados el 23 de febrero de 1981.
Ante el asalto, se hizo cargo del mando del dispositivo organizado por las Fuerzas y Cuerpos de Seguridad del Estado para poner fin al asalto al Congreso de los Diputados. También acudió al interior del recinto para ordenar al teniente coronel Tejero que depusiese su actitud, sin conseguirlo.

### Tras su paso a la reserva
Tras su paso a la reserva fue vicepresidente de la empresa Santa Bárbara de Industrias Militares (1984) y Defensor del Enfermo en Majadahonda.

## Condecoraciones y premios
Fue condecorado en 24 ocasiones, destacando una Medalla Militar Colectiva, tres Cruces de Guerra, cuatro Cruces Rojas al Mérito Militar, una Cruz de Guerra con Palmas, dos Cruces de Hierro, una Cruz de las Águilas alemana con Espadas y la gran cruz de la Orden de Isabel la Católica.
Su fajín rojo de militar fue entregado en honor a María Santísima de la Victoria (Huelva) por la gran devoción que le tenía el militar.
El 4 de marzo de 2003 recibió el segundo premio "Ingeniero General Zarco del Valle" concedido por la Academia de Ingenieros "por considerar que ha destacado de forma excepcional por sus virtudes militares y capacidad profesional, prestigio, constante disponibilidad, dedicación y eficacia en el servicio demostrados en los destinos que ha ocupado en las unidades de Ingenieros."

| Predecesor: Pedro Fontenla | Director general de la Guardia Civil 1980 - 1983 | Sucesor: José Antonio Sáenz de Santa María |

## Descendencia
Contrajo matrimonio con Inés Maqua Sagnier. El matrimonio tuvo nueve hijos, uno de los cuales, José Luis, falleció en 1996.